# شركة الشعيبة للمياه والكهرباء
شركة الشعيبة للمياه والكهرباء شركة مساهمة سعودية (مقفلة)، تعمل في مجال قطاع الماء والطاقة بأسلوب البناء والتملك والتشغيل (BOO).

## التأسيس
تأسست بالمرسوم الملكي رقم (43) وتاريخ 1426/7/11هـ.

## ملكية الشركة
يتكون هيكل ملكية الشركة من الاتحاد السعودي الماليزي المكون من (مجموعة من المستثمرين السعوديين وثلاث شركات ماليزية بنسبة ملكية تبلغ (60%) من رأس المال، في حين تملك الدولة عبر صندوق الاستثمارات العامة نسبة (32%)، بينما تملك الشركة السعودية للكهرباء النسبة الباقية وهي (8%).

## المشاريع
محطة الشعيبة لتحلية المياه المالحة وتوليد الطاقة الكهربائية (المرحلة الثالثة)، والواقعة في منطقة الشعيبة على الساحل الغربي من السعودية. والتي تبلغ طاقة إنتاجها (880) ألف متر مكعب يوميا من المياه المحلاة تغذي كلاً من مكة المكرمة والمشاعر المقدسة وجدة والطائف والباحة، و(900) ميجاوات من الطاقة الكهربائية تغذي كلا من مدن مكة المكرمة والطائف وجدة، وبدأت إنتاجها في 25 يوليو 2009م.
وفي تاريخ 2007/7/15م توقيع اتفاقيات (توسعة مشروع الشعيبة) لإضافة كمية مياه إضافية تبلغ (150.000) متر مكعب يومياً مخصصة بالكامل لتزويد مدينة جده بالمياه.